# فیلیپ لوتر
فیلیپ لوتر (به انگلیسی: Philip Luther) مدیر بخش پژوهش‌ها و امور حقوقی عفو بین‌الملل برای منطقهٔ خاورمیانه و آفریقا از اکتبر ۲۰۱۶ تا کنون می‌باشد.

## فعالیت‌ها
فیلیپ لوتر ازسال ۲۰۱۱ تا ۲۰۱۶ به عنوان مدیر خاورمیانه و شمال آفریقا و از سال ۲۰۰۷ تا ۲۰۱۱ به عنوان معاون مدیر و سال ۱۹۹۸ و ۲۰۰۷ به عنوان نخستین محقق در تیم آفریقای شمالی کار می‌کرد.
وی دارای تجربه مدیریت و تحقیق، حمایت و فعالیت‌های مبارزاتی در شرایط بحرانی مانند شورش‌ها و درگیری‌های ناشی از درگیری‌های خاورمیانه و شمال آفریقا از سال ۲۰۱۱، درگیری‌های غزه / اسرائیل در سال‌های ۲۰۰۸/۲۰۰۹، ۲۰۱۲ و ۲۰۱۴، جنگ سال ۲۰۰۶ اسرائیل و لبنان و درگیری داخلی در الجزایر طی دهه ۱۹۹۰ و ۲۰۰۰ می‌باشد.